# Laphria tricolor
Laphria tricolor là một loài ruồi trong họ Asilidae. Laphria tricolor được Wulp miêu tả năm 1872. Loài này phân bố ở miền Ấn Độ - Mã Lai.